# Watford F.C.
Watford Football Club engleski je profesionalni nogometni klub iz Watforda, grofovija Hertfordshire. Član je Premier Leaguea, a prethodno je bio član Championshipa. Poznatiji je pod skraćenim nazivom Watford ili pod nadimkom Hornets.
Osnovan je 1881. godine kao Watford Rovers. Prvi nastup u FA Cupu imao je 1886. godine. Prvobitno je nastupao u Southern League. U sezoni 1914./15. pod vodstvom Harryja Kenta osvaja Southern League. U Football League ulazi 1920. godine. U svojoj povijesti klub je igrao na više stadiona prije prelaska na Vicarage Road 1992. godine, na kojem i danas igra domaće utakmice. Razdoblje pod vodstvom Grahama Taylora bio je veoma uspješan za klub. Od njegovog imenovanja 1977. godine pa do odlaska 1987. godine Watford je iz četvrte divizije ušao u prvu. U sezoni 1982./83. klub je završio na drugom mjestu First Divisiona, te se tako plasirao u Kup UEFA. Godine 1984. igrao je finale FA Cupa protiv Evertona u kojem je poražen s 2:0. Klub je u vlasništvu obitelji Pozzo, koja je također vlasnik talijanskog kluba Udinese i španjolske Granade.

## Povijest
Watford je 1881. godine osnovao Henry Groverand. Prvobitno je igrao na amaterskoj razini. Domaće utakmice igrao je na nekoliko lokacija u gradu. Prvo sudjelovanje u FA Cupu klub je imao u sezoni 1886./87. Godine 1889. osvojio je County Cup po prvi put. Godine 1890. klub je postao dio sportskog društva West Hertfordshire Sport Club, te se preselio na Cassio Road. Godine 1893. mijenja ime u West Hertfordshire. Godine 1896. godine postaje član Southern Football Leaguea, a naredne godine počinje igrati nogomet na profesionalnoj razini. West Hertfordshire spojio se s lokalnim rivalom Watford St Mary's 1908. godine, a novi klub je nazvan Watford Football Club.
Nakon ispadanja u Southern League Second Division 1903. godine, Watford za menadžera imenuje Johna Goodalla. On je s klubom izborio promociju, a na klupi Watforda se zadržao do 1910. godine. Usprkos financijskim problemima Watford osvaja Southern League u sezoni 1914./15. pod vodstvom Harryja Kenta. U sezoni 1921./22. Watford nastupa u trećem rangu Football Leaguea. Kent na poziciji menadžera ostaje do 1926. godine.
Zbog Drugog svjetskog rata Football League je bio obustavljen. Godine 1946. godine natjecanje je nastavljeno, a Watford je ponovo igrao u trećoj diviziji.

## Uspjesi
- Football League Championship
  -   (1): 2014./15.
- Football League First Division
  -   (1): 1982./83.
- Football League Second Division
  -  (1): 1981./82.
- Football League Third Division
  -  (2): 1968./69, 1997./98.
  -  (1): 1978./79.
- Football League Fourth Division
  -  (1): 1977./78.
- Southern Football League
  -   (1): 1914./15.
  -  (1): 1919./20.
- FA Cup
  -  (1): 1983./84.

## Vanjske poveznice
- Watford FC official homepage
- Watford on BBC Sport: Club news – Recent results and fixtures
- Watford statistics at Soccerbase
- Watford Legends – Interviews with former Watford players
- Hornet History – History of Watford Football Club from 1940s
- Forza Watford – Watford news and opinion
- Play-Off record for Watford
- Watford break the mould in youth development